# Лициний II
Валерий Лициниан Лициний (лат. Valerius Licinianus Licinius), более известный в римской историографии как Лициний II, — соправитель императора Лициния в 317—324 годах.

## Биография
Лициний родился примерно в 315 году, вероятно, в июле или в августе. Его отцом был тогда Лициний, правитель восточной части империи, а его мать была, по всей видимости, Флавия Юлия Констанция, сестра правителя западной части империи, Константина I. Лициния обучал известный грамматик Флавий Оптат.
1 марта 317 года Лициний II был провозглашён цезарем восточного императора в Сердике, вместе с сыновьями Константина Криспом и Константином II в честь заключения мира между Лицинием I и Константином. Лициний II стал в 319 году консулом, а спустя два года ещё раз, однако Константин его не признал. Лициний II ничем не отличился вследствие своего малолетства. В 324 году Константин победил во время очередной гражданской войны Лициния Старшего, который был предан смерти в следующем году. Лициний Младший скорее всего был убит в 326 году, когда был казнён и сын Константина Крисп.
Хотя есть предположение, что Лициний остался в живых, был подвергнут порке и содержался в африканской тюрьме. Когда он попытался бежать, его схватили и отправили в Карфаген, где определили на императорское ткацкое производство. Есть свидетельства, что он был жив в 336 году. Немного позже, как кажется, Лициний был казнен.